# Jánoshalma
Jánoshalma – miasto na Węgrzech, w komitacie Bács-Kiskun, siedziba władz powiatu Jánoshalma.